# EGS Gafsa
El Gawafel Sportives de Gafsa (arabisch القوافل الرياضية بقفصة), kurz EGS Gafsa oder EGSG, ist ein Fußballverein aus Tunesien, der in der südtunesischen Stadt Gafsa beheimatet ist. Der Club wurde im Jahr 1967 gegründet und trägt seine Heimspiele im Olympiastadion von Gafsa aus, welches Platz für 7000 Zuschauer bietet. Die Vereinsfarben sind Grün und Gelb. EGS Gafsa in der ersten Liga.
Die erste Saison in der ersten Liga war die Spielzeit 2004/05. EGS Gafsa schaffte es auf einen einstelligen Tabellenplatz und sicherte schon mehrere Spieltage vor Ende den Klassenerhalt. Der Verein blieb bis zur Saison 2015/16 erstklassig und qualifizierte sich in der Zwischenzeit sogar für einen internationalen Wettbewerb (CAF Confederation Cup 2007).
In der Saison 2022/23 gelang wieder der Aufstieg in die erste Liga. Man belegte in der zweigeteilten Meisterschaft in einer Gruppe (Gruppe B) mit zwölf Teams den ersten Platz. Der Gruppensieger der Gruppe A, AS Marsa, war somit ebenfalls aufgestiegen. Im Endspiel um den Meistertitel der zweiten Liga besiegte EGS Gafsa den AS Marsa im Elfmeterschießen mit 4:2, nachdem die reguläre Spielzeit 2:2 endete.

## Erfolge
- Zweitligameister: 2023
- Halbfinalist im tunesischen Cup: 2006, 2008, 2011[5]

## Ligazugehörigkeit
- 1968–69: 3. Liga
- 1969–70: 2. Liga
- 1970–72: 3. Liga
- 1972–76: 2. Liga
- 1976–78: 3. Liga
- 1978–80: 2. Liga
- 1980–83: 3. Liga
- 1983–05: 2. Liga
- 2005–2016: 1. Liga
- 2016–23: 2. Liga
- seit 2023: 1. Liga

## Ehemalige

### Spieler
- Sirajeddine Chihi
- Mehdi Meriah
- Nizar Ben Nasra
- Emmanuel Mathias
- Kanfory Sylla

### Trainer
- Jalel Kadri